# Die Königin vom Moulin Rouge
Die Königin vom Moulin Rouge ist eine österreichische Stummfilmkomödie aus dem Jahre 1926 von Robert Wiene mit Mady Christians in der Titelrolle. Die Geschichte basiert auf dem Theaterstück La Duchesse des Folies-Bergères (1902) von Georges Feydeau.

## Handlung
Ein junger Balkan-Prinz, der gerade in Paris weilt, um dort zu studieren, muss sich in kürzester Zeit entscheiden: Sein Vater hat dem Thron entsagt, und die Landesverfassung sieht nun vor, dass der Junior nur dann die Nachfolge antreten darf, wenn er rasch genug heimkehrt, um am darauf folgenden Tag bis zur Mittagsstunde zum neuen König vereidigt zu werden. Der Prinz nutzt seinen Paris-Aufenthalt jedoch auch für nächtliche Ausschweifungen wie Varieté-Besuche und Zechgelage, sodass die Emissäre des Hofes alle Mühe haben, ihn auf die Schnelle ausfindig zu machen. Zu allem Überfluss kommt noch, dass es bestimmte Kräfte in der Heimat gibt, die genau dies verhindern wollen, um eine in ihren Augen überfällige Revolution auszurufen. Die Situation spitzt sich zu, als der Prinz mit Begeisterung eine Vorstellung der Folies-Bergère besucht, wo er sich mit Begeisterung den Tanzkünste der langbeinigen Damen hingibt. Eine von ihnen, die „Königin vom Moulin Rouge“, gibt sich seinen Avancen hin und wird schließlich an des Prinzen Seite ihn in die Heimat auf den Balkan begleiten, um dort an seiner Seite den Thron zu besteigen.

## Produktionsnotizen
Die Königin vom Moulin Rouge entstand Mitte 1926 in Wien und wurde am 4. Oktober 1926 in Berlin uraufgeführt. Die Wiener Premiere erfolgte am 5. November desselben Jahres. Die Länge des Sechsakters betrug etwa 2300 Meter.
Regisseur Wiene hatte auch die Herstellungsleitung. Die Filmbauten gestaltete Alexander Ferenczy.

## Wissenswertes
Dies war einer von zwei Filmen, die der österreichische Industrielle und zeitweilige Präsident des Bundes der Filmindustriellen Österreichs Theodor Bachrich (* Wiener Neustadt am 11. Juni 1876, † Wien am 22. September 1929) persönlich produziert hatte. Der andere war im Jahr zuvor Wienes Opernverfilmung Der Rosenkavalier. Am 25. Januar 1921 hatte der ursprünglich branchenfremde Bachrich mit den Schauspielern Hans Homma und Louis Nerz sowie dem Fabrikanten Paul Mendl die winzige Produktionsfirma Pan-Film gegründet, die später unter anderem den Gruselfilmklassiker Orlac’s Hände (1924) herstellen sollte. 

## Kritiken
„Der Tag“ konstatierte: „Es wurde eine Film-Operette … mit parodistischem Einschlag. (…) Die Wiener Operette, auf der Bühne sicherem Vernehmen und fachmännischem Urteil nach auf den Aussterbe-Etat gesetzt, feiert eine filmische Renaissance. Man möchte, im allgemeinen, an dieser Neugeborenen zum Kindesmörder werden. Hier ist ein Ausnahmefall.; nach dem „Walzertraum“-Film, der auch einer war. Wienes Regie ist reizend in den Einfällen, treffsicher im Witz. Schwankte sie nicht bedenklich zwischen der selbstgewollten Parodie und der Konzession an den Operettengeschmack, so hätte schon hier ein Ziel erreicht werden können: filmischen Offenbach zu schaffen (nicht etwa verfilmten!). So bleibt die „Königin vom Moulin Rouge“ immerhin ein erster Meilenstein. Mady Christians und Karl Forest ragen weit über das achtenswerte, kaum beachtenswerte Niveau der Darstellung heraus. (…) Der Wiene-Film ist eine heiter-angenehme Lichtung im Dickicht unserer heimischen Produktion.“
In Wiens Die Stunde heißt es: „Die Abenteuer der Tänzerin, die schließlich auf einem Königsthron landet, sind ebenso amüsant wie spannend und das abgerundete Spiel des Ensembles wirkt in jeder Szene vorteilhaft.“
Auf viennale.at heißt es: „George Feydeaus pointen- und verwicklungsreiche Stücke waren bereits im Vaudeville erfolgreich und später ideale Sujets für Filmkomödien wie Die Königin vom Moulin Rouge (1926). Anstelle von expressionistischen Grimassen setzt Regisseur Robert Wiene darin auf die Mimik der Schauspielerin Mady Christians, eingerahmt von nächtlich beleuchteten Veduten bekannter Pariser Lokalitäten.“